# Annie Palmen
Annie Palmen (nome verdadeiro: Anna Maria Palmen (Ijuiden, Holanda Setentrional, 19 de agosto de 1926 – Beverwijk,  15 de janeiro de  2000) foi uma cantora neerlandesa, mais conhecida no resto da Europa por ter representado os Países Baixos no Festival Eurovisão da Canção 1963.

## O início da carreira
Palmen nasceu em IJmuiden. Ela começou sua carreira cantando em orquestras de dança ao redor da cidade de Haarlem, em seguida, cantou em várias estações de rádio antes de seu primeiro sucesso, "Ik zal je nooit meer vergeten", em 1958.

## Festival Eurovisão da Canção
Em 1960, Palmen participou na seleção holandesa para o Festival Eurovisão da Canção com a canção "Wat een Geluk" ("Que sorte"). Num  processo de seleção um pouco estranho, cada uma das oito canções foi interpretada duas vezes por diferentes artistas e uma votação do público escolher a melhor canção. Um júri profissional, em seguida, decidia qual das duas artistas terá a canção da Eurovisão. "Wat een Geluk" foi devidamente escolhido como a música, mas no desempate com Rudi Carrell, Palmen perdeu.
Palmen retornou em 1963, em um procedimento mais simples, executando três músicas a partir do qual um júri profissional escolhia um vencedor. A canção "ander Geen" ("Nobody Else") foi escolhido para ir para o oitavo Festival Eurovisão da Canção, realizado em Londres em 23 de março. Antes do concurso no entanto, a letra da canção foi totalmente reescrita e tornou-se "Een speeldoos "(" A caixa de música")."). Entre 16 participantes, "Een speeldoos" foi uma das quatro canções (as outras são as canções da Finlândia , Noruega e Suécia ), que não conseguiu ter qualquer ponto. Este foi o a vez consecutiva que os Países Baixos tiveram 0 pontos", após a De Spelbrekers do ano anterior.

## Carreira posterior
Em 1967, surgiu como cantora na orquestra Boertjes Booten van no programa de televisão mensal "Mik" para o canal KRO, interpretando o papel de Drika. Este foi um sucesso e aumentou seu prestígio. No entanto, após o cancelamento de Mik em 1972, Palmen saiu de cena.

## Morte
Palmen morreu em Beverwijk em 15 de Janeiro de 2000, após uma longa enfermidade de natureza não revelada, aos 73 anos.

## Discografia

### Singles
- 1958: "De dokter heeft gezegd"
- 1958: "Ik zal je nooit meer vergeten"
- 1958: "Laat pa het maar doen"
- 1958: "Piero"
- 1959: "De zilvren maan van Maratonga"
- 1959: "Wat fijn kapitein"
- 1960: "Sailor"
- 1960: "Wat een geluk"
- 1963: "Een speeldoos"
- 1963: "Waarom laat je mij alleen"
- 1964: "Ga naar Bombay, ga naar Rio"
- 1964: "Ich tanze mit dir (in den Himmel hinein)"
- 1965: "Speel nog eenmaal voor mij Habanero"[6]